# Santa Eulalia (Guatemala)
Santa Eulalia é um município da Guatemala do departamento de Huehuetenango.